# 石抹高奴
石抹高奴（12世纪？—1229年），蒙古帝国将领，契丹族。
早年在金朝为官，1211年，成吉思汗兵至威宁，石抹高奴与刘伯林、夹谷常哥等以城降蒙古。当时蒙古设置三万户、三十六千户以统率天下之兵，于是以石抹高奴为千户，遥授青州防御使，佩金符。1229年，窝阔台汗即位，为征行千户，跟随窝阔台伐金，在军中去世。其子石抹常山。